# Qatif
Qatif ou Al-Qatif (arabe : القطيف, Al-Qaṭīf, anglais : Al-Qateef) est un port, une ville et une oasis de la province orientale d'ach-Charqiya d'Arabie saoudite, sur le golfe Persique, non loin de Bahreïn.
Lorsque les Arabes du port de Qatif remettent la ville en 1550 aux Ottomans, une intervention portugaise est organisée depuis Ormuz. Elle détruit Qatif et s'apprête à attaquer Bassora, prenant avantage des tensions existant entre les tribus arabes locales et les Ottomans.
Grâce au subterfuge du gouverneur de la ville de Bassora qui fait croire à une alliance musulmane contre les Portugais, la bataille est évitée et les Portugais rebroussent chemin.

## Histoire
L’oasis est archéologiquement active depuis environ 3500 av. J.-C., et historiquement connue sous d'autres noms, Al-Khatt (en arabe : الخط), immortalisée dans la poésie de Antara Ibn Shaddad, Tarafa ibn Al-`Abd, Bachar ibn Burd (dans son célèbre Ba'yya), et d'autres. Le mot «Khatty» est devenu le "kenning" (adjectif attitré) préféré pour "lance" dans l'écriture poétique traditionnelle jusqu'au début de l'ère moderne, parce que la région était réputée pour la fabrication des lances, tout comme "Muhannad» («d’Inde») est resté le kenning préféré pour "épée". L'ancien nom survit aussi comme éponyme de plusieurs familles locales renommées, Al-Khatti.
Qatif a fonctionné pendant des siècles comme la principale ville portuaire de cette région du golfe Persique. Les Grecs l’ont nommée Cateus, et certaines des premières cartes européennes ont même nommé l'ensemble du golfe Persique comme la «mer d'El Catif ». L’oasis de Qatif et l'île voisine de Tarout  sont parmi les destinations touristiques les plus intéressantes, et recèlent des vestiges importants du passé de l'est de la péninsule arabique. Jusqu'en 1521 et la domination ottomane, Qatif appartient à la province historique de Bahreïn (en), avec Al-Hasa et les îles formant aujourd'hui le royaume de Bahreïn. 
En 899 les Qarmates conquièrent la région avec les oasis de Qatif et d’Al-Hassa. Ils déclarent leur indépendance et règnent, depuis al-Mu'miniya, jusqu’aux abords de Hofuf, jusqu'en 1071. Les Bouyides de la Perse occidentale attaquent Qatif en 988. 
De 1071 jusqu'à 1253, les Uyunids dirigent la région, d’abord depuis la ville de Al-Hassa (la Hofuf moderne), puis de Qatif. 
En 1253, les Usfurids quittent Al-Hassa, et combattent les Qays, pour le contrôle de la côte d’Ormuz.
Probablement à cette époque, Qatif devient le principal port de la péninsule, surpassant Uqair en importance commerciale, et devient donc la capitale des Usfurids. 
Ibn Battuta, qui visite Qatif en 1331, estime que c’est une grande ville peuplée et prospère par des tribus arabes, «chiites extrémiste» (rafidiyya Ghulat)
En 1440, le pouvoir repasse aux Jabrids de l'oasis d'Al-Hassa. En 1515, les Portugais s’emparent d’Ormuz, et en 1520 saccagent Qatif, tuant le chef Jabrid ibn Muqrin Zamil. Les Portugais envahissent l'île de Bahreïn et y restent 80 ans. Le gouverneur de Bassora étend son pouvoir à Qatif en 1524. Finalement, en 1549, les Ottomans occupent toute la région, construisent des forts à Qatif et à Uqair, mais ne peuvent pas expulser les Portugais de l'île de Bahreïn 
En 1680, les Houmayds des Banu Khalid profitent de la faiblesse des troupes ottomanes à Hofuf, et prennent la garnison. 
À la bataille de Ghuraymil, au sud de Qatif, les Banu Khalid perdent le pouvoir, pour le premier État saoudien en 1790.
En 1818, l'État saoudien est détruit pendant la guerre avec les Ottomans, le commandant des troupes essentiellement égyptiennes, Ibrahim Pacha, prend le contrôle de Hofuf. Il l’évacue l’année suivante et revient sur la côte ouest. Les Houmayds reprennent le contrôle, jusqu'à ce que les Banu Khalid soient finalement vaincus en 1830 par le deuxième État saoudien qui prend désormais le contrôle de toute la région. 
Les Ottomans reviennent en 1871, et sont chassés seulement en 1913, quand Ibn Saoud établit définitivement le pouvoir saoudien sur la province orientale.

## Climat
Qatif jouit d'un climat continental avec des températures proches de 49 °C (120,2 F) en été et une humidité moyenne de 75 %. En hiver, les températures varient entre 2 et 18 °C (36F..64F). Pendant les mois de mai et juin, des vents chauds saisonniers appelés albwarh affectent la région. Le reste de l'année, les vents humides du sud, ou alcos, amènene de l'humidité. Les précipitations sont faibles.

## Démographie
La région de Qatif est la plus grande concentration chiite en Arabie saoudite,  et moins de 10 % des Qatifis sont des musulmans sunnites. Depuis 2005, le gouvernement a assoupli les restrictions sur la commémoration de la Journée de l'Achoura en public. En 2009, la population totale de Qatif est de 474 573 habitants. Enfin, Qatif a un des plus faibles taux de résidents non saoudiens dans le royaume.
Les Qatifis sont susceptibles de travailler dans l'industrie pétrolière (Saudi Aramco, Schlumberger, Halliburton et Baker Hughes). Certains des employés ont déménagé à Dhahran où ces entreprises sont situées, mais la majorité vit encore à Qatif et préfère aller travailler à Dhahran (ou ailleurs) en voiture ou en bus Aramco. D'autres travaillent dans les raffineries de Ras Tanura Aramco, dans la pétrochimie à al-Jubayl (80 km de Qatif), dans les sociétés d'ingénieurs de Dhahran, Khobar, Dammam, Ras Tanura, ou al-Jubayl. Certains Qatifis travaillent également dans les services publics, santé et éducation.

## Économie
Le littoral de Qatif est riche de crevettes et de nombreuses variétés de poissons. Le marché aux poissons de Qatif est réputé. Enfin, les villages autour de Qatif sont connus pour leurs palmiers dattiers et autres arbres fruitiers.
Saudi Aramco (la compagnie pétrolière nationale saoudienne) a achevé la construction du projet de Qatif en octobre 2004, qui comprend des installations pour produire, transformer et transporter 500 000 bbl/j de mélange Arabian Light de pétrole brut du champ de Qatif et 300 000 bbl/j de pétrole brut Arabian moyen de la mer Abu Sa'fah domaine (Le total est de 800 000 bbl/j), plus 370 millions de pieds cubes standard par jour de gaz associés.
La ville est reliée au système autoroutier saoudien, mais ne dispose pas d'établissement d'enseignement supérieur.

## Personnalités nées à Qatif
- Aseel Omran, chanteuse